# Shark-Shark
„Shark-Shark“ je píseň velšského hudebníka Johna Calea. Pochází z jeho studiového alba POPtical Illusion, které vyšlo 14. června 2024, a poprvé vyšla jako druhý singl z této desky 8. května 2024. Ve stejný den byl zároveň zveřejněn hraný videoklip od režisérky Abigail Portnerové. Natočen byl v The Grand Lodge of Los Angeles a kromě samotného Calea v něm hrály Caileigh Knapp, Felicia St. Cyr, Katie Malia, Dorothy Dubrule a Liv Mai.
Standardní verze písně dosahuje délky rovných pěti minut, videoklip je o 18 sekund delší. Tato verze je odlišná od verze vydané na gramofonové desce (4:05). Autorem hudby i textu písně je sám Cale, který nahrávku rovněž se svou manažerkou Nitou Scott produkoval. Standardní verzi mixoval Justin Raisen, „vinyl mix“ pak Seven Davis Jr. Výrazným prvkem písně je syntezátorová linka a elektronický beat. Výrazný je také zkreslený part elektrické kytary. Kromě hlavního zpěvu, který je upozaděn ve prospěch hudby, se místy vyskytují další hlasy (rovněž v Caleově podání) v pozadí; často se opakuje refrén Shark, shark, take me down. Časopis Q píseň označil za dance-punk. Kromě Calea (zpěv, kytary, basa, syntezátory, varhany, SampleTron, bicí, hluky) v písni hraje také kytarista Dustin Boyer.